# Hiszpańska róża
Hiszpańska róża (tytuł oryg. Point of Impact) – amerykański film fabularny (thriller kryminalny) z roku 1993.
Film bazuje na losach policjanta Jacka Davisa, kreowanego przez Michaela Paré, który wikła się w romans z żoną gangstera, Evą.

## Fabuła
Dawny policjant nie przewidział, że spotkanie z Robertem Largo, przemytnikiem i handlarzem broni, stanie się początkiem niebezpiecznej gry o najwyższą stawkę. Przyczyną całego zamętu jest piękna, ale zaborcza kobiety, która okazuje się bardziej sprytna niż jej mąż przemytnik i bardziej zdecydowana niż były ochroniarz z policyjnym doświadczeniem.

## Obsada
- Michael Paré — Jack David
- Barbara Carrera — Eva Largo
- Henry Cele — Titus
- Tony Caprari — Ricardo[2]